# Рисдорф
Рисдорф (нем. Riesdorf) — община в Германии, в земле Саксония-Анхальт, входит в район Анхальт-Биттерфельд в составе общины Южный Анхальт.
Население составляет 135 человек (на 31 декабря 2008 года). Занимает площадь 4,63 км².

## История
Первое упоминание о поселении относится к 1268 году.
1 января 2010 года, после проведённых реформ, Рисдорф и ещё 20 коммун, были объединены в общину Южный Анхальт, а управление Зюдлихес Анхальт было упразднено.

## Галерея

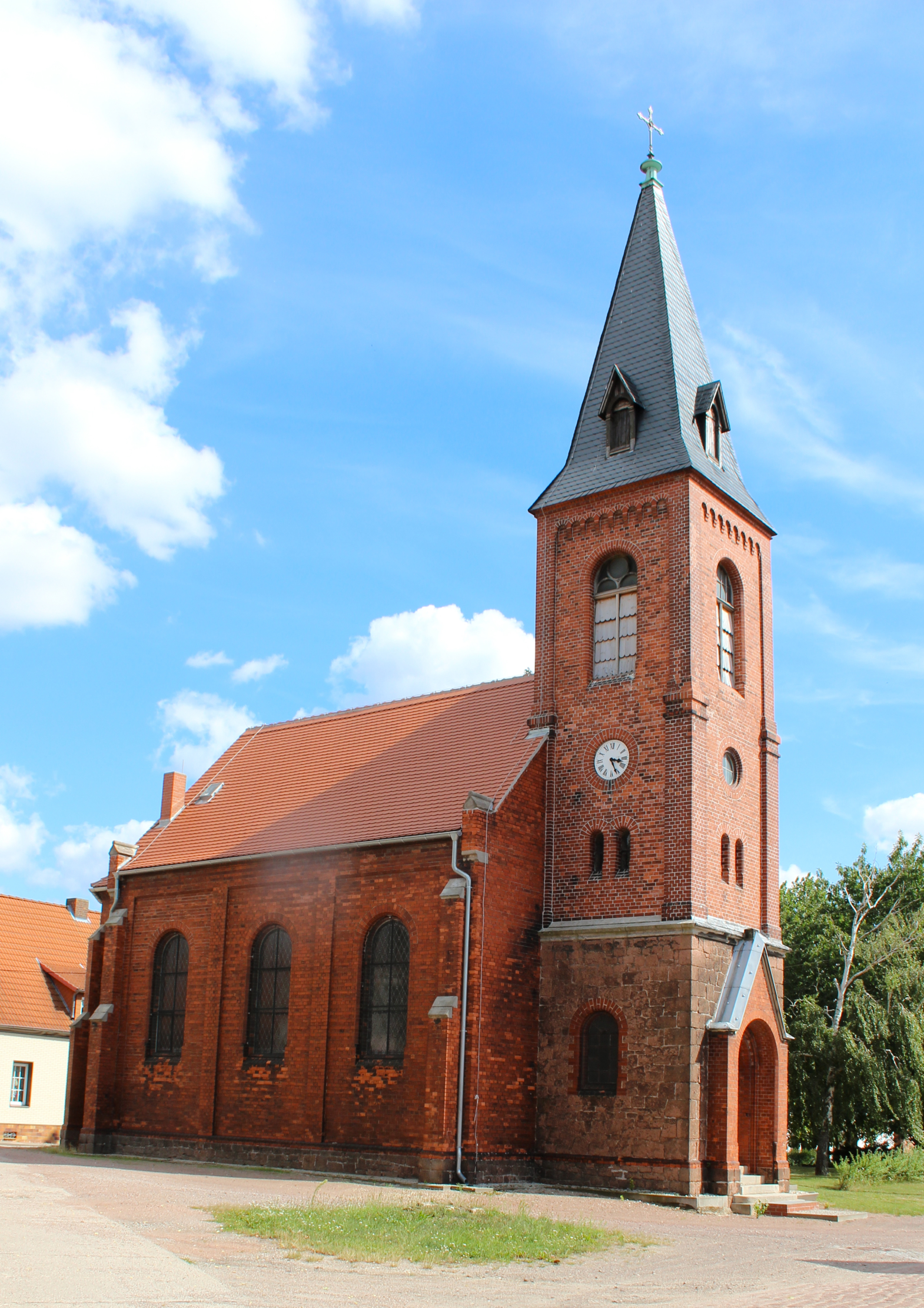
Церковь Рисдорфа
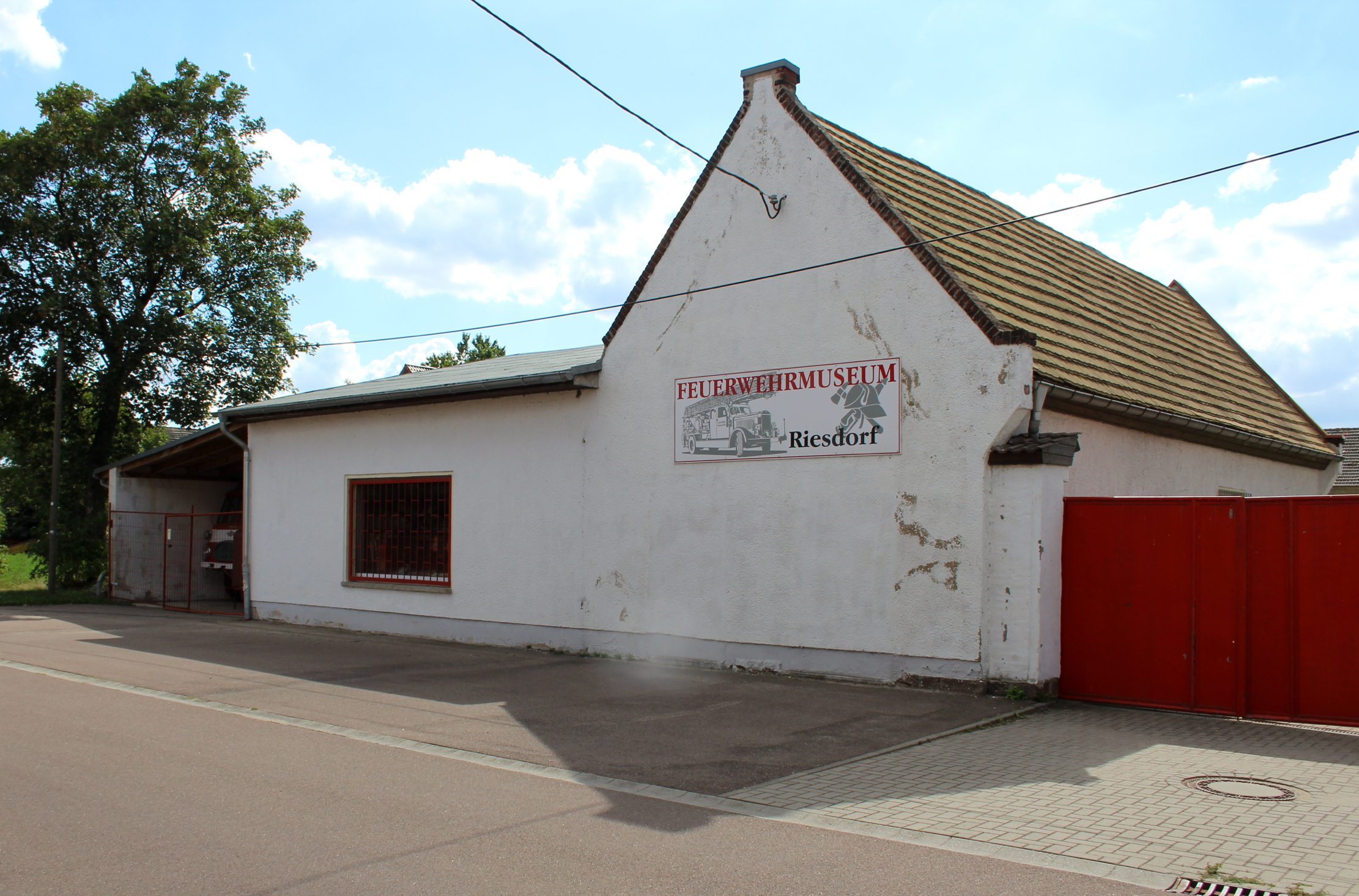
Музей пожарной части
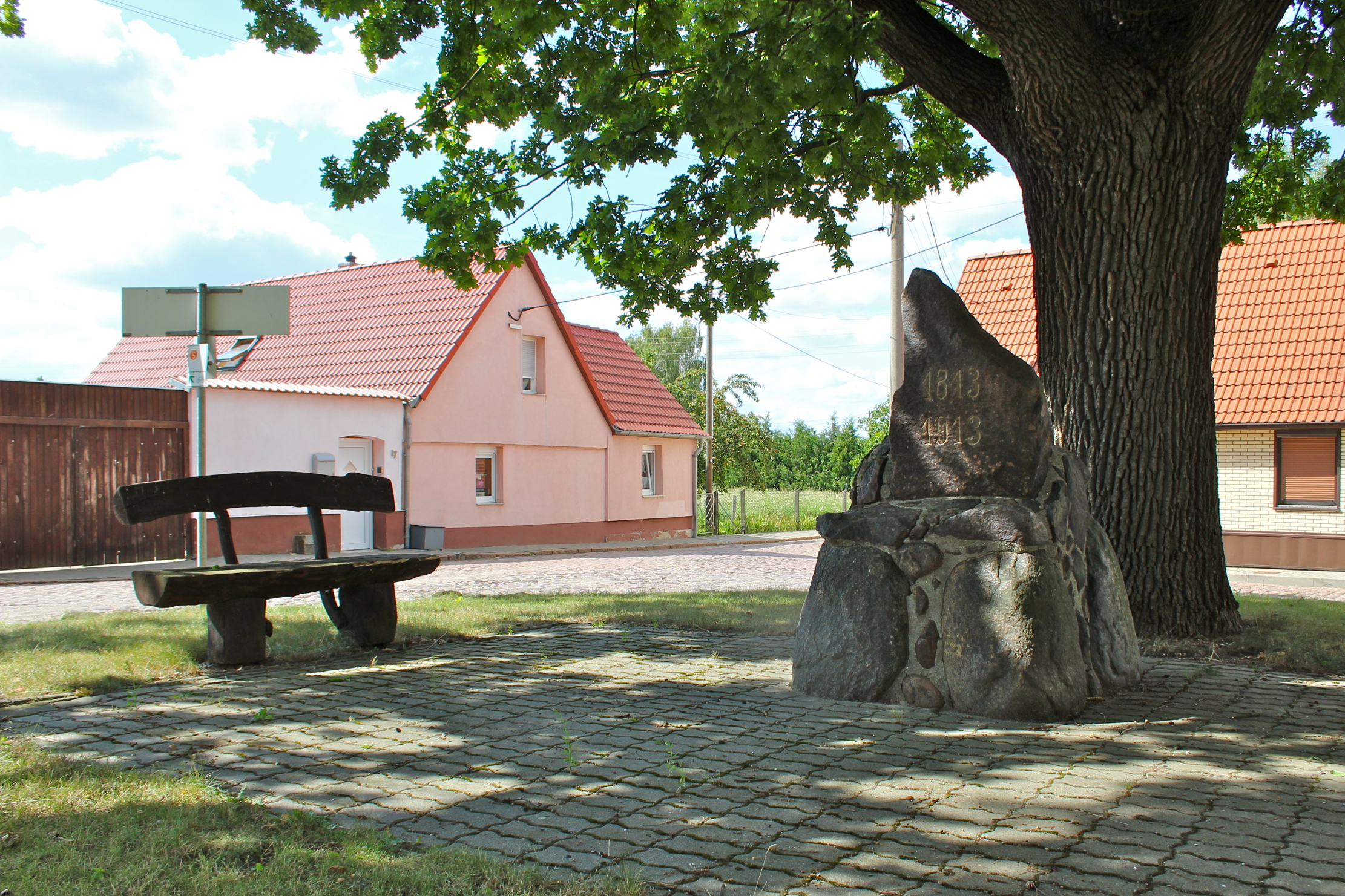
Монумент
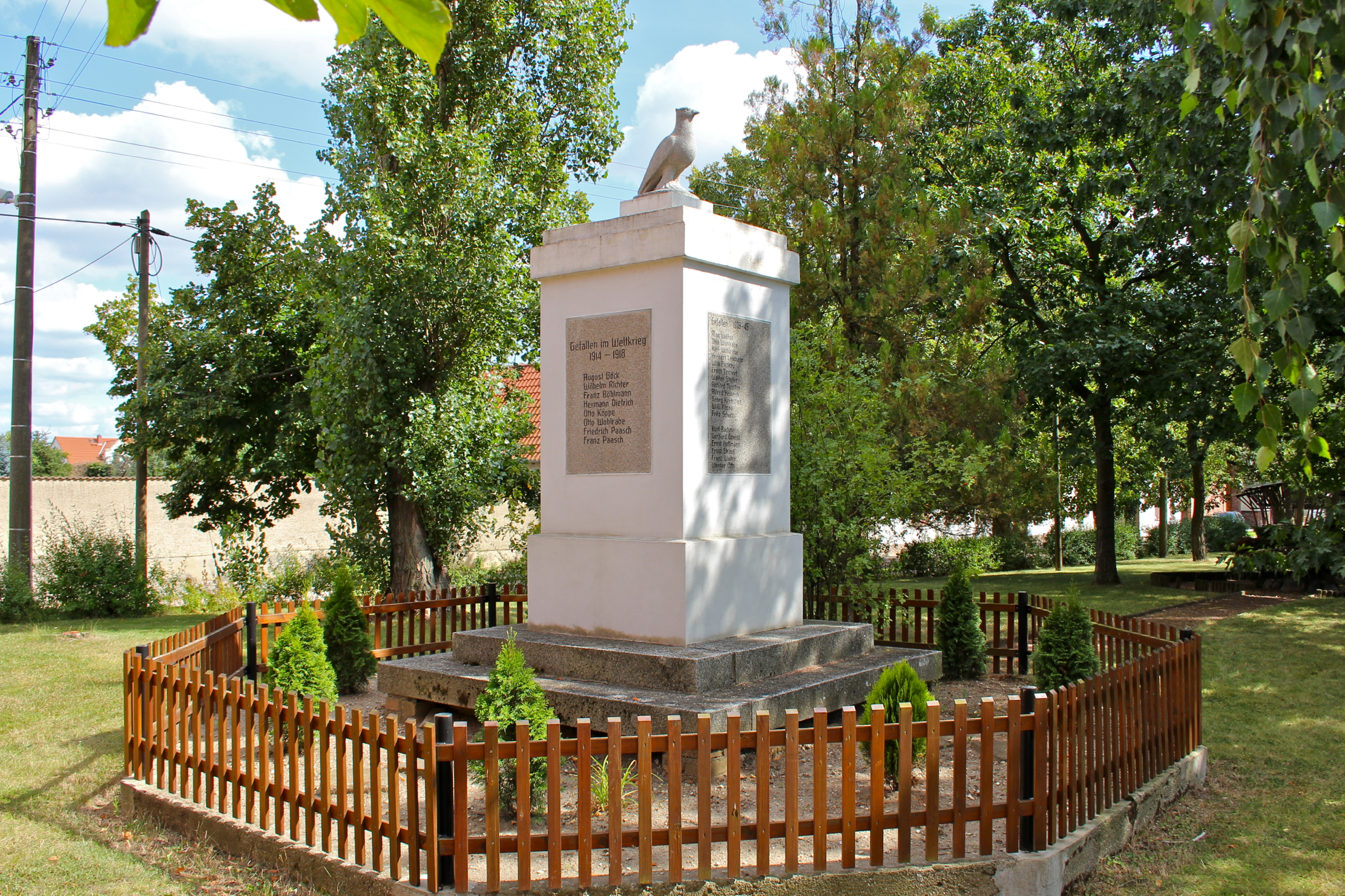
Монумент